# Ministère des Communautés et des Mouvements sociaux
Le ministère des Communautés et des Mouvements sociaux (Ministerio del Poder Popular para las Comunas y Movimientos Sociales, en espagnol, littéralement, « ministère du Pouvoir populaire pour les Communautés et les Mouvements sociaux ») est un ministère du gouvernement du Venezuela, créé le 3 mars 2009. 

## Chronologie
Le 3 mars 2009, le ministre Jesse Chacón annonce une importante réforme du gouvernement, notamment le renommage du ministère de l'Économie commune en ministère des Communautés en absorbant les compétences du ministère de la Participation et la Protection sociale.

## Liste des ministres des Communautés et des Mouvements sociaux
| Image        | Nom                   | Parti | Début             | Fin              |
| ------------ | --------------------- | ----- | ----------------- | ---------------- |
|              | Ángel Prado           |       | 2025              |                  |
|              | Ángel Prado           |       | 2024              | 2025             |
|              | Guy Vernáez           |       | 2024              | 2024             |
|              | Jorge Arreaza         |       | 3 mars 2022       | 2024             |
|              | Noris Herrera         |       | 4 septembre 2020  | 3 mars 2022      |
|              | Blanca Eekhout        |       | 4 septembre 2018  | 4 septembre 2020 |
|              | Aristóbulo Istúriz    |       | 4 janvier 2018    | 4 septembre 2018 |
|              | Kyra Andrade          |       | 15 juin 2017      | janvier 2018 (?) |
|              | Aristóbulo Istúriz    |       | 6 janvier 2017    | 14 juin 2017     |
| Erika Farías | Erika Farías          |       | 1er octobre 2016  | 6 janvier 2017   |
|              | Rosángela Orozco      |       | 26 mai 2015       | 2015 ou 2016 (?) |
|              | Elías Jaua            |       | 2 septembre 2014  | 26 mai 2015      |
|              | Reinaldo Iturriza     |       | 21 avril 2013     | 2 septembre 2014 |
|              | Isis Ochoa            |       | 2010              | 2013             |
| Erika Farías | Erika Farías          |       | 2007              | 2010             |
|              | David Velásquez       |       | 2007              | 2007             |
|              | Jorge García Carneiro |       | 12 juillet 2005   | décembre 2006    |
|              | Elías Jaua            |       | 12 septembre 2003 | 2005             |